# Dylan Hartley
Pour les articles homonymes, voir Hartley.

a Compétitions nationales et continentales officielles uniquement.

b Matchs officiels uniquement.
Dernière mise à jour le 2 mars 2024.
Dylan Michael Hartley, né le 24 mars 1986 à Rotorua (Nouvelle-Zélande), est un joueur international anglais de rugby à XV jouant au poste de talonneur.
De janvier 2016 à novembre 2018, il est le capitaine de l'équipe nationale d'Angleterre.

## Biographie

### Jeunesse et formation
Dylan Hartley naît le 24 mars 1986 à Rotorua, en Nouvelle-Zélande, où il fréquente la Rotorua Boys' High School (en).
Bien qu'il soit né et ait grandi en Nouvelle-Zélande, sa mère est anglaise ; il est donc automatiquement éligible pour jouer pour l'Angleterre, ce qui lui permet d'envisager de jouer professionnellement dans ce pays. À 16 ans, il quitte sa Nouvelle-Zélande natale pour l'Angleterre où il fréquente la Beacon Academy (en). Au bout d'un an, les Worcester Warriors lui offrent une place dans leur centre de formation, ce que Dylan Hartley accepte.

### Les débuts (2004-2008)
Hartley rejoint Worcester, cependant il ne jouera qu'un seul match avec cette équipe en Challenge européen 2004-2005 face à Brive. Il va rejoindre  Northampton lors de l'été 2005.
Il débute avec les Saints face à Leicester, il jouera 16 matchs lors de sa première saison dont 4 comme titulaire. Northampton termine la saison à la sixième place du championnat et est donc qualifié pour la prochaine Coupe d'Europe.
Hartley commence la saison 2006-2007 en tant que remplaçant face à son ancien club Worcester, il marque ce jour-là son premier essai de sa carrière professionnelle. Il s'imposera au fil de la saison comme titulaire dans son club et marque deux autres essais en championnat ; cependant, Northampton termine dernier et est relégué.
Lors de la saison 2007-2008, il remporte le RFU Championship et retrouve donc la saison suivante la Premiership.

### Premier titre européen et finaliste de la coupe d'Europe (2009-2011)
La saison suivante, Hartley termine le championnat à la huitième et remporte le Challenge européen. Il s'agit de son premier titre européen en gagnant la finale 15-3 face à Bourgoin. De ce fait, Northampton retrouve la Coupe d'Europe la saison suivante. Il honore sa première sélection contre l'équipe des îles du Pacifique.
Lors de la saison 2009-2010, il retrouve la Coupe d'Europe avec son club et termine deuxième de son groupe derrière le Munster mais devant Perpignan et Trévise. Northampton est qualifié pour les quarts de finale où ils retrouvent le Munster et s'incline 33-19. En championnat Northampton termine second de la phase régulière mais s'incline en demi-finale contre les Saracens sur le score de 21-19.
Lors de la saison 2010-2011, Northampton termine à la quatrième place du championnat et s'incline une nouvelle fois en demi-finale. Cependant, Hartley et ses coéquipiers créent la surprise en accédant à la finale de la Coupe d'Europe en éliminant l'Ulster en quart et Perpignan en demi-finale, à noter que Northampton à remporté tous ses matchs de poule. La finale les oppose au Leinster vainqueur de l'édition 2008-2009, à la mi-temps, Northampton mène 22-6, Hartley marque même un essai à la 39e minute. La victoire semble acquise mais les joueurs du Leinster réalisent une remontée phénoménale avec 3 essais, les Irlandais remportent le match sur le score de 33-22.
Hartley participe à la Coupe du monde 2011 en tant que talonneur remplaçant, il joue quatre matchs et est éliminé avec son équipe en quart de finale face à la France sur le score de 19-12. 

### Champion d'Angleterre, deuxième titre européen et installation parmi l'élite européenne (2012-2015)
La saison suivante, Harltey termine une nouvelle fois à la quatrième place du championnat anglais et s'incline en demi-finale pour la troisième année consécutive. Le parcours en Coupe d'Europe est moins brillant que l'année précédente puisque Northampton termine troisième de son groupe et ne se qualifie pas pour les quarts de finale.
Lors de la saison 2012-2013, Hartley et Northampton terminent à la quatrième du championnat d'Angleterre et se qualifient en finale après avoir gagné contre les Saracens en demi-finale sur le score de 27-13. Cependant, Northampton s'incline en finale contre Leicester sur le score de 37-17, Hartley est expulsé, pour avoir traité l'arbitre, Wayne Barnes, de tricheur (« fucking cheat »). En Coupe d'Europe, Northampton termine à la deuxième place de son groupe mais ne se qualifie pas pour les quarts de finale. 
La saison suivante voit Northampton remporter le Championnat anglais après avoir terminé deuxième de la phase régulière, éliminé Leicester en demi sur le score de 21-20 et en gagnant en finale contre les Saracens 24-20. En Coupe d'Europe, Northampton termine deuxième de son groupe et est reversé dans le Challenge européen qu'ils remportent après avoir gagné 30-16 contre Bath en finale.
Lors de la saison 2014-2015, Northampton termine à la première de la phase régulière mais s'incline en demi-finale sur le score de 29-24 contre les Saracens. En Coupe d'Europe, Northampton termine deuxième de son groupe et se qualifie pour les quarts de finale mais ils s'inclinent toutefois contre Clermont sur le score de 37-5.

### Capitaine de l'équipe d'Angleterre et fin de carrière (2016-2019)
Le 25 janvier 2016, Eddie Jones le nouveau sélectionneur de l'équipe anglaise désigne Dylan Hartley comme capitaine.
Victime d'une blessure au genou en décembre 2018, il ne joue pas le Tournoi des Six Nations 2019 et n'est pas retenu par Jones pour la Coupe du monde 2019.

## Statistiques en équipe nationale
Il a participé à la tournée de l'équipe d'Angleterre en Nouvelle-Zélande en 2008 sans rentrer sur le terrain. Il a eu plusieurs sélections dans l'équipe des « saxons anglais », l'équipe bis. Il obtient sa première sélection le 8 novembre 2008 contre les Pacific Islanders.
- 97 sélections
- 20 points (4 essais)
- Sélections par année : 4 en 2008, 10 en 2009, 9 en 2010, 11 en 2011, 8 en 2012, 8 en 2013, 11 en 2014, 5 en 2015
- Tournoi des Six Nations disputés : 2009, 2010, 2011, 2012, 2013, 2014, 2015, 2016, 2017
- Participation à la Coupe du monde : 2011

## Palmarès
- Vainqueur du Championnat d'Angleterre en 2014
- Vainqueur du championnat d'Angleterre de D2 en 2004 et 2008
- Vainqueur du challenge européen en 2009 et 2014
- Finaliste de la Coupe d'Europe en 2011
- Finaliste du bouclier européen en 2005
- Vainqueur du tournoi des six nations 2016 et 2017